# Semicassis royana
Semicassis royana es una especie de molusco gasterópodo de la familia Tonnidae.

## Distribución geográfica
Se encuentra  en Nueva Zelanda.